# Мазандеранська Вікіпедія
Мазандеранська Вікіпедія (маз. مازرونی ویکی‌پدیا) — розділ Вікіпедії мазандеранською мовою. Створена у 2006 році. Мазандеранська Вікіпедія станом на 27 березня 2025 року містить 50 664 статті, 40 871 зареєстрованого користувача, 47 активних дописувачів, 3 адміністраторів
. Загальна кількість сторінок в мазандеранській Вікіпедії — 86 961, редагувань — 279 978, завантажених файлів — 368
. Глибина (рівень розвитку мовного розділу) мазандеранської Вікіпедії дуже мала і становить лише 1.7 пунктів
. 

## Історія
- Жовтень 2007 — створена 100-та стаття[3].
- Жовтень 2008 — створена 1 000-на стаття[3].
- Серпень 2012 — створена 10 000-на стаття[3].